# Malšovická aréna
Malšovická aréna je fotbalový stadion, který se nachází v Hradci Králové v městské části Malšovice. Aréna stojí na místě bývalého Všesportovního stadionu, který již několik let neodpovídal prvoligovým standardům, a proto po návratu královéhradeckých fotbalistů do nejvyšší soutěže v sezoně 2020/2021 ho bylo nutno nahradit moderní arénou. Kromě klubu FC Hradec Králové jej mohou pro fotbal využívat i různé výběry České reprezentace, jelikož stavba splňuje i kritéria UEFA 4. 11. listopadu 2024 byla Malšovická aréna zvolena stavbou roku 2024. Vlastníkem stadionu je stejně jako investorem stavby město Hradec Králové, dotaci však poskytl i Královéhradecký kraj.

## Před a v průběhu výstavby

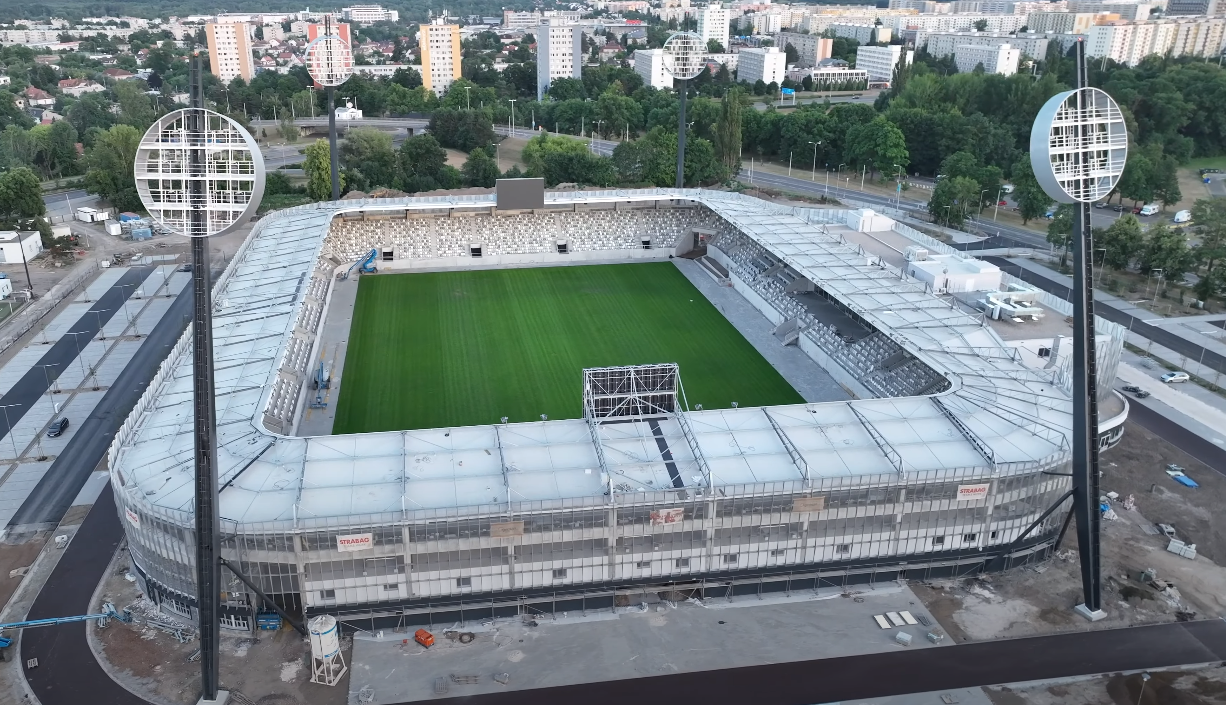
Malšovická aréna ve výstavbě

Podpis smlouvy na výstavbu arény mezi městem Hradec Králové a dodavatelským sdružením firem Strabag, Geosan Group a D&D Elektromont proběhl slavnostně 14. dubna 2021 a stadion měl podle ní být dokončen za dva roky. Správcem stavby byla firma Arcadis. Na podzim 2021 došlo k demolici starého Všesportovního stadionu, ze kterého zůstala pouze část východní tribuny (ta byla nakonec srovnána se zemí později) a osvětlení ve tvaru „lízátek“. 22. 2. 2022 po získaní povolení změny stavby před dokončením a po symbolickému poklepání základního stavebního kamene v následujících dnech začala samotná výstavba nové arény uskutečněná metodou Design&Build. V průběhu výstavby došlo kvůli vícepracím a neočekávaným událostem jako například zdražení energií, materiálů, jeho výpadku a zpoždění dodávek způsobeným také ruskou invazí na Ukrajinu několikrát ke zvýšení ceny stavby až na konečných 763 milionů s DPH. Dvakrát byl i posunut termín dokončení a to nejprve do konce června a následně července 2023. V ohrožení byla i včasná kolaudace objektu, avšak nakonec ji Stavební úřad vydal ještě před prvním domácím zápasem „Votroků“ v ročníku 2023/2024, který tak zde byl povolen odehrát, a díky čemuž královéhradečtí fotbalisté nemuseli kvůli regulím ligy trávit celý podzim 2023 v azylu v Plzni. Zmíněná kolaudace však byla vydána pouze pro fotbalovou část. Na konci září 2023 byl zkolaudován celý objekt kromě sportbaru. Ten byl zkolaudován a otevřen v únoru 2024.

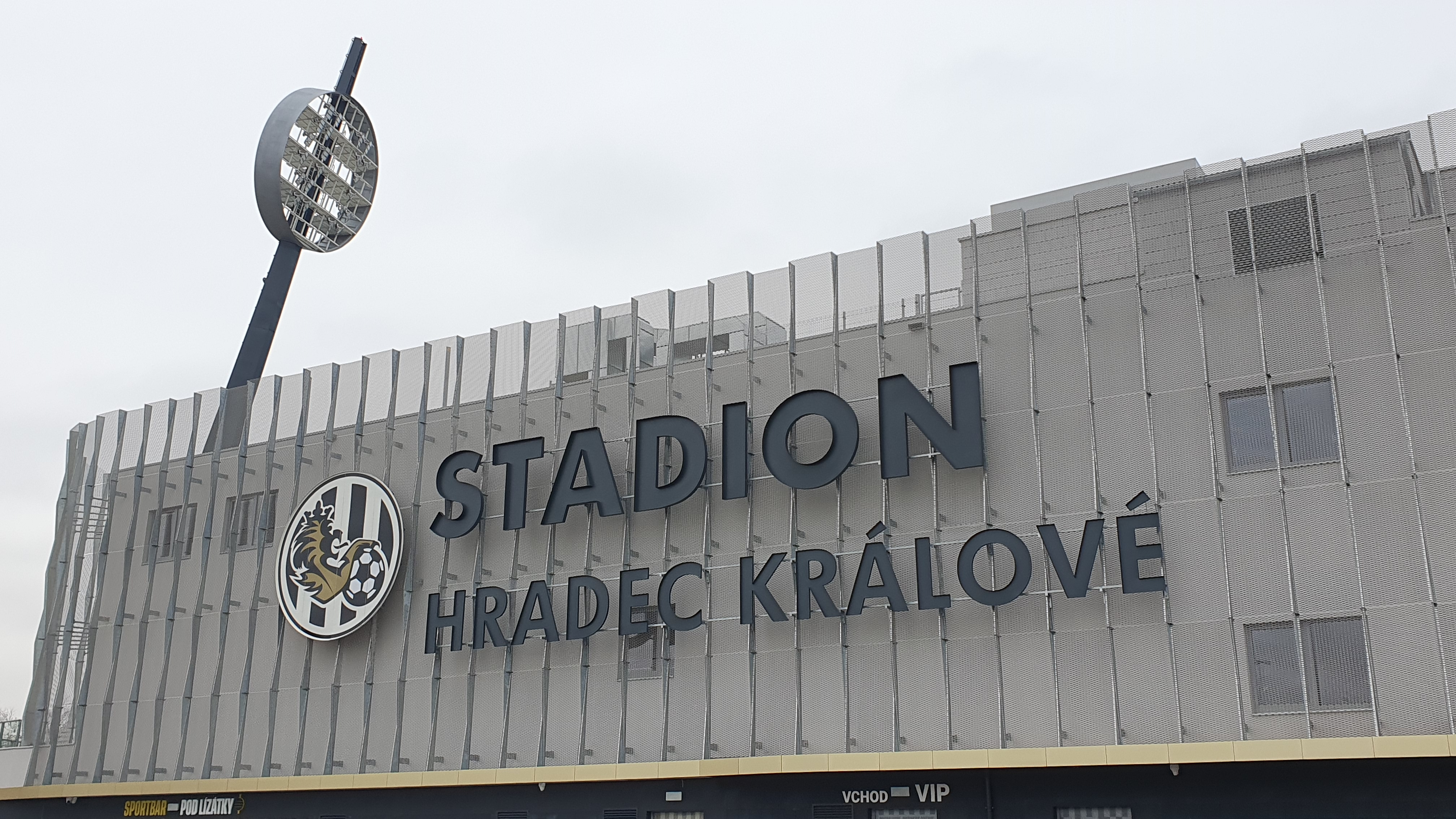

## Podoba stadionu, vybavení, multifunkce

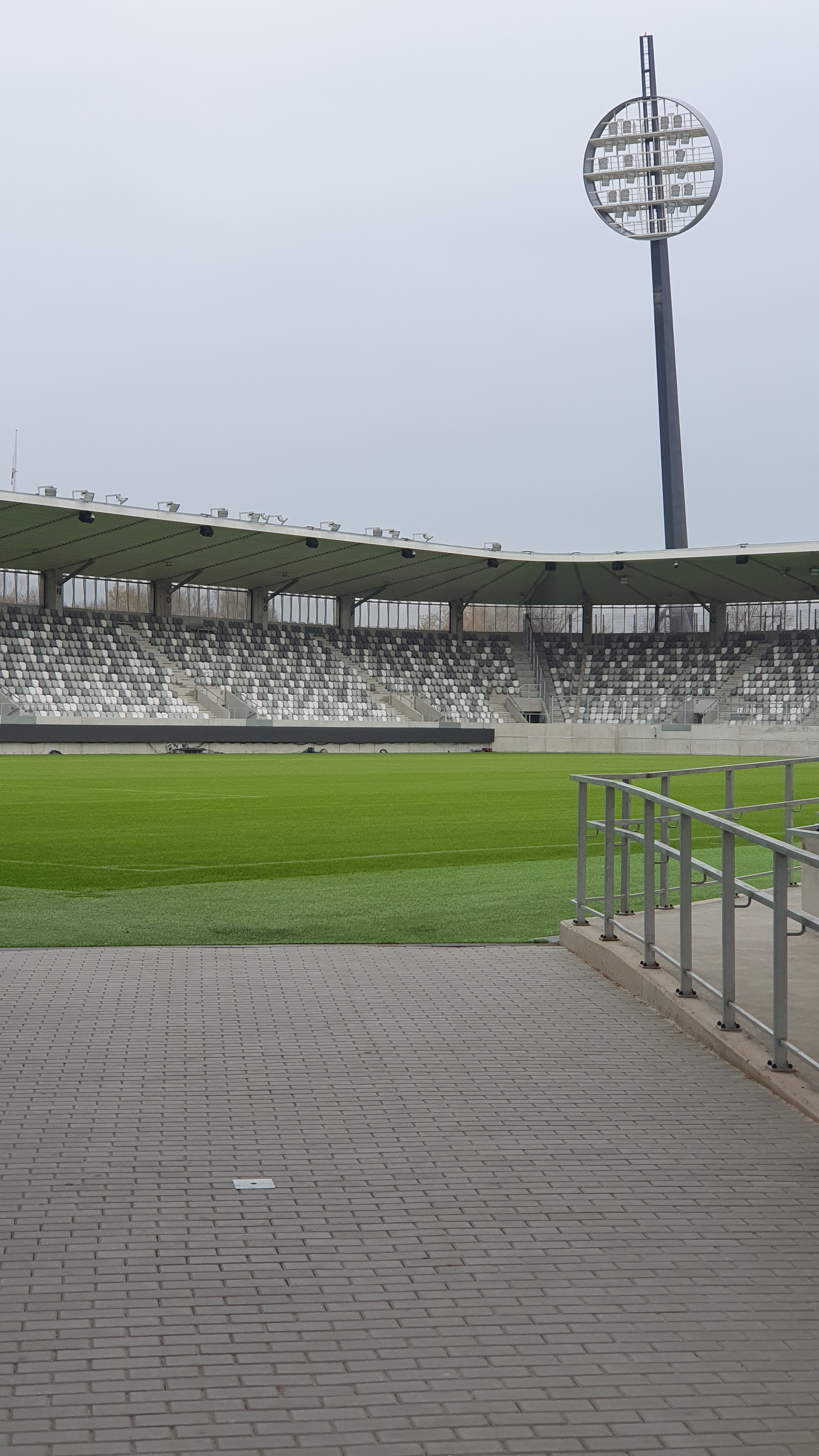

Původní kapacita arény míst na sezení měla být pro 8 000 fanoušků, ale nakonec byla zvýšena na 9 300. Stadion nabízí čtyři tribuny (severní, jižní, východní a západní), které jsou v rozích spojeny a všechny zastřešeny. Vytváří tak uzavřený prstenec a kvůli jejich blízkosti k přírodnímu vyhřívanému trávníku a sklonu z nich lze zažít skvělou fotbalovou atmosféru. Na střeše severní a jižní tribuny se nachází světelné tabule, na severu je kotel domácích a na jihovýchodě v sektoru Q místo pro fanoušky soupeře, západní tribuna nabízí zázemí pro domácí i hostující fotbalisty, trenéry, vedení týmu, novináře, rozhodčí, VIP zónu o kapacitě 500 míst, která je největší v celém Česku, 16 skyboxů pro partnery mužstva, fanshop spojený se síní slávy, sportbaru pro fanoušky či zde sídlí redakce Salonky HK. Součástí této tribuny v hledišti jsou místa pro partnery, novináře, sektor pro rodiny s dětmi a u ní se směrem k trávníku nachází prostory pro lidi na invalidním vozíku. Významným a historickým prvkem tohoto stadionu jsou čtyři osvětlovací stožáry, které svým vzhledem připomínají „lízátka“. Jedná se o stejné, co byly na starém „Malšáku“, avšak byly repasovány a umístěny do rohů nového „stánku“. Výška každého z nich je 54, 5 metrů, váha 45 tun, průměr „hlavy“ lízátka je 10, 5 metrů a na každém z nich je 22 LED světel. Tyto LED svítidla jsou i na střeše tribun. Opláštění arény mělo být původně neprůhledné, bílé a vzhledem připomínat fanouškovskou šálu, nakonec však kvůli zdražení ceny materiálů byl zvolen průhledný tahokov. Na něm se na západní tribuně nachází klubové logo a nápis: Stadion Hradec Králové.
Aréna kromě konání fotbalových utkání nabízí i multifunkční využití, kdy na koncerty může přijít až 25 000 lidí, mohou se zde konat různé kulturně-společenské akce, na které lze využít i sedm víceúčelových sálů, kolem arény je umístěn 600 metrů dlouhý ovál pro běžce a inline, ve východní tribuně na střechách bufetů a sociálních zařízení vznikl osvětlený běžecký tunel o délce 107 metrů se třemi dráhami, dále se zde nachází šest ubytovacích pokojů či čtyři tělocvičny.

## První ligový a reprezentační zápas, oficiální otevření arény

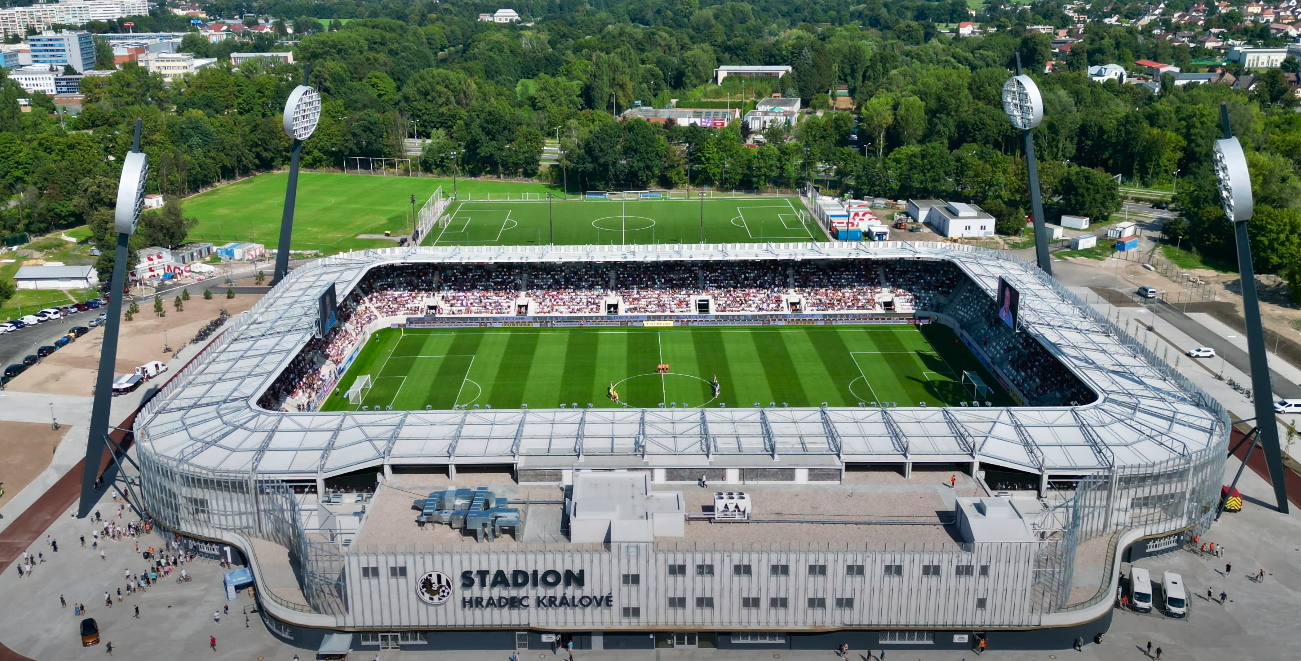
Zápas v Malšovické aréně.

Historicky první ligové utkání na Malšovické stadionu „Votroci“ odehráli i přes technické problémy před vyprodaným hledištěm 5. srpna 2023 a porazili v něm Dynamo České Budějovice v poměru 5:1. K oficiálnímu otevření arény došlo 3. září 2023, kdy během celodenního programu mohli fanoušci například nahlédnout do zázemí „stánku“, koncerty zde měli Xindl X a Monkey Business a před zahájením zápasu se Sigmou Olomouc došlo ke křtu makety arény, byla představena nová klubová hymna, slavnostně přestřižena páska a kromě tehdejší primátorky Pavlíny Springerové se této akce zúčastnili i mj. předešlý primátor Alexandr Hrabálek, architekt stavby Tomáš Vymetálek, generální manažer FCHK Richard Jukl a Petr Fousek, který byl tehdy předseda FAČRu. Premiérové mezinárodní střetnutí zde odehrála Česká ženská fotbalová reprezentace, která při rekordní návštěvě 7 488 na tento výběr remizovala v Lize národů 2:2 s ženami Bosny a Hercegoviny.